# Achyranthes aspera
Espèce
Synonymes
- Achyranthes acuminata E.Mey. ex Cooke & Wright[1]
- Achyranthes canescens R.Br.[1]
- Achyranthes daito-insularis Tawada[1]
- Achyranthes ellipticifolia Stokes[1]
- Achyranthes fruticosa Desf.[1]
- Achyranthes grandifolia Moq.[1]
- Achyranthes obovata Peter[1]
- Achyranthes robusta C.H.Wright[1]
- Achyranthes sicula Roth[1]
- Achyranthes tenuifolia Steud.[1]
- Cadelaria punctata Raf.[1]
- Centrostachys aspera (L.) Standl.[1]
- Centrostachys canescens (R.Br.) Standl.[1]
- Centrostachys grandifolia (Moq.) Standl.[1]
- Centrostachys indica (L.) Standl.[1]
- Stachyarpagophora aspera (L.) M.Gómez[1]

Achyranthes aspera L. est une espèce de plantes tropicales de la famille des Amaranthaceae et du genre Achyranthes.
Elle est nommée vernaculairement " queue de rat " en Nouvelle-Calédonie à cause de son inflorescence. 

## Utilisation
Au Nord Cameroun, les feuilles sont utilisées dans la confection des sauces. La plante y est consommée par le bétail, avant sa floraison.

## Liste des variétés
Selon Catalogue of Life (21 septembre 2017) :
- variété Achyranthes aspera var. aspera
- variété Achyranthes aspera var. nigro-olivacea
- variété Achyranthes aspera var. obtusifolia
- variété Achyranthes aspera var. pubescens
- variété Achyranthes aspera var. sicula

Selon NCBI (21 septembre 2017) :
- variété Achyranthes aspera var. sicula

Selon The Plant List (21 septembre 2017) :
- variété Achyranthes aspera var. borbonica (Willd. ex Schult.) C.C.Towns.
- variété Achyranthes aspera var. indica L.
- variété Achyranthes aspera var. porphyristachya (Wall. ex Moq.) Hook.f.
- variété Achyranthes aspera var. pubescens (Moq.) M.Gómez
- variété Achyranthes aspera var. rubrofusca (Wight) Hook.f.
- variété Achyranthes aspera var. sicula L.
- variété Achyranthes aspera var. velutina (Hook. & Arn.) C.C.Towns.

Selon Tropicos (21 septembre 2017) (Attention liste brute contenant possiblement des synonymes) :
- variété Achyranthes aspera var. albissima Suess.
- variété Achyranthes aspera var. argentea (Lam.) Boiss.
- variété Achyranthes aspera var. aspera
- variété Achyranthes aspera var. australis (R. Br.) Domin
- variété Achyranthes aspera var. borbonica (Willd. ex Schult.) C.C. Towns.
- variété Achyranthes aspera var. canescens (R. Br.) Drake
- variété Achyranthes aspera var. fruticosa Boerl.
- variété Achyranthes aspera var. indica L.
- variété Achyranthes aspera var. nigro-olivacea Suess.
- variété Achyranthes aspera var. obtusifolia Suess.
- variété Achyranthes aspera var. porphyrostachya (Wall. ex Moq.) Hook. f.
- variété Achyranthes aspera var. procera Fiori
- variété Achyranthes aspera var. pubescens (Moq.) C.C. Towns.
- variété Achyranthes aspera var. rubrofusca (Wight) Hook. f.
- variété Achyranthes aspera var. sicula L.
- variété Achyranthes aspera var. simplex Millsp.
- variété Achyranthes aspera var. velutina (Hook. & Arn.) C.C. Towns.
- variété Achyranthes aspera var. villosior (Hensl.) D.M. Porter
- variété Achyranthes aspera var. virgata Boerl.
- variété Achyranthes aspera var. viridescens Moq.

## Quelques vues de la plante

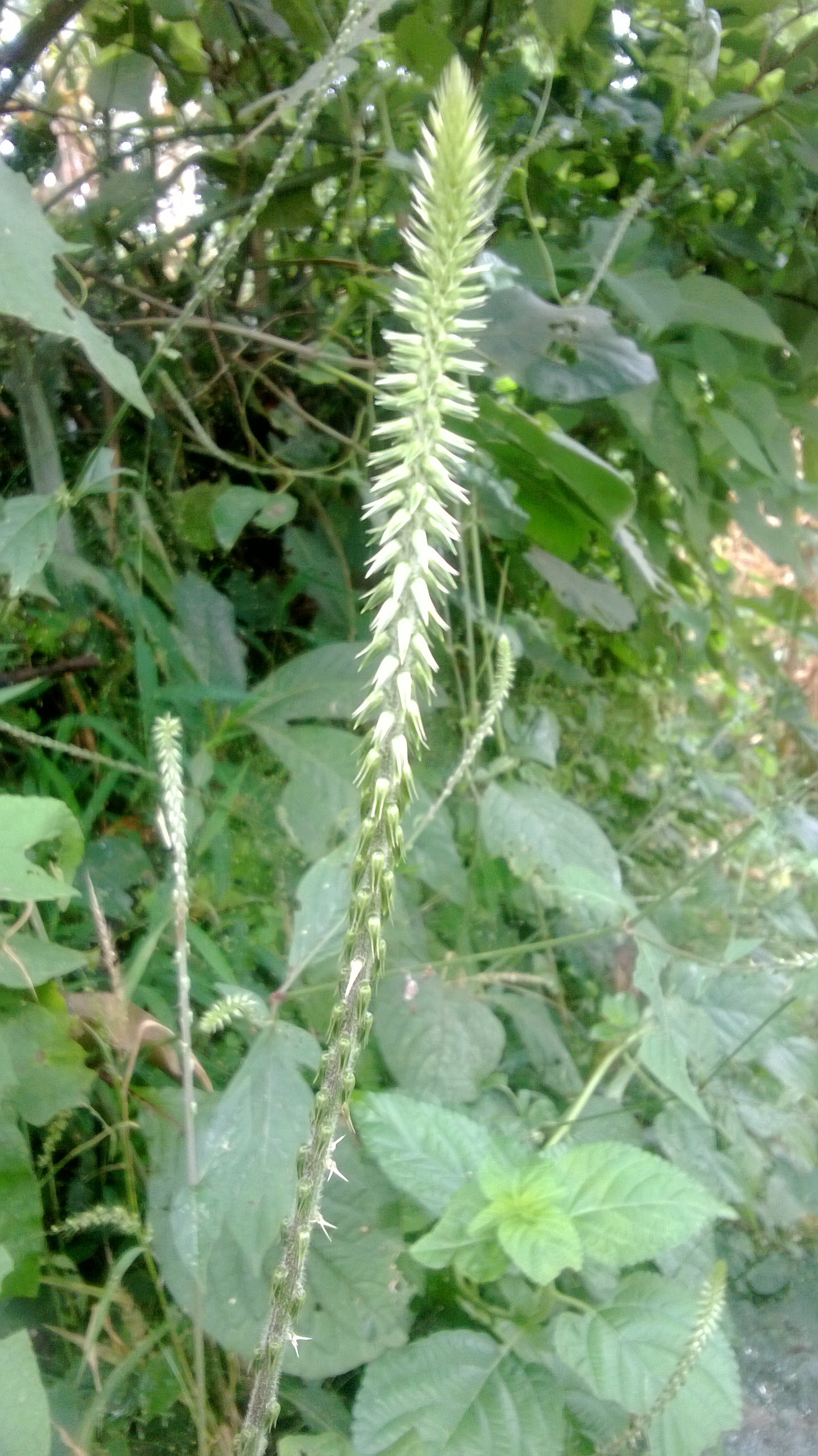
Au Népal
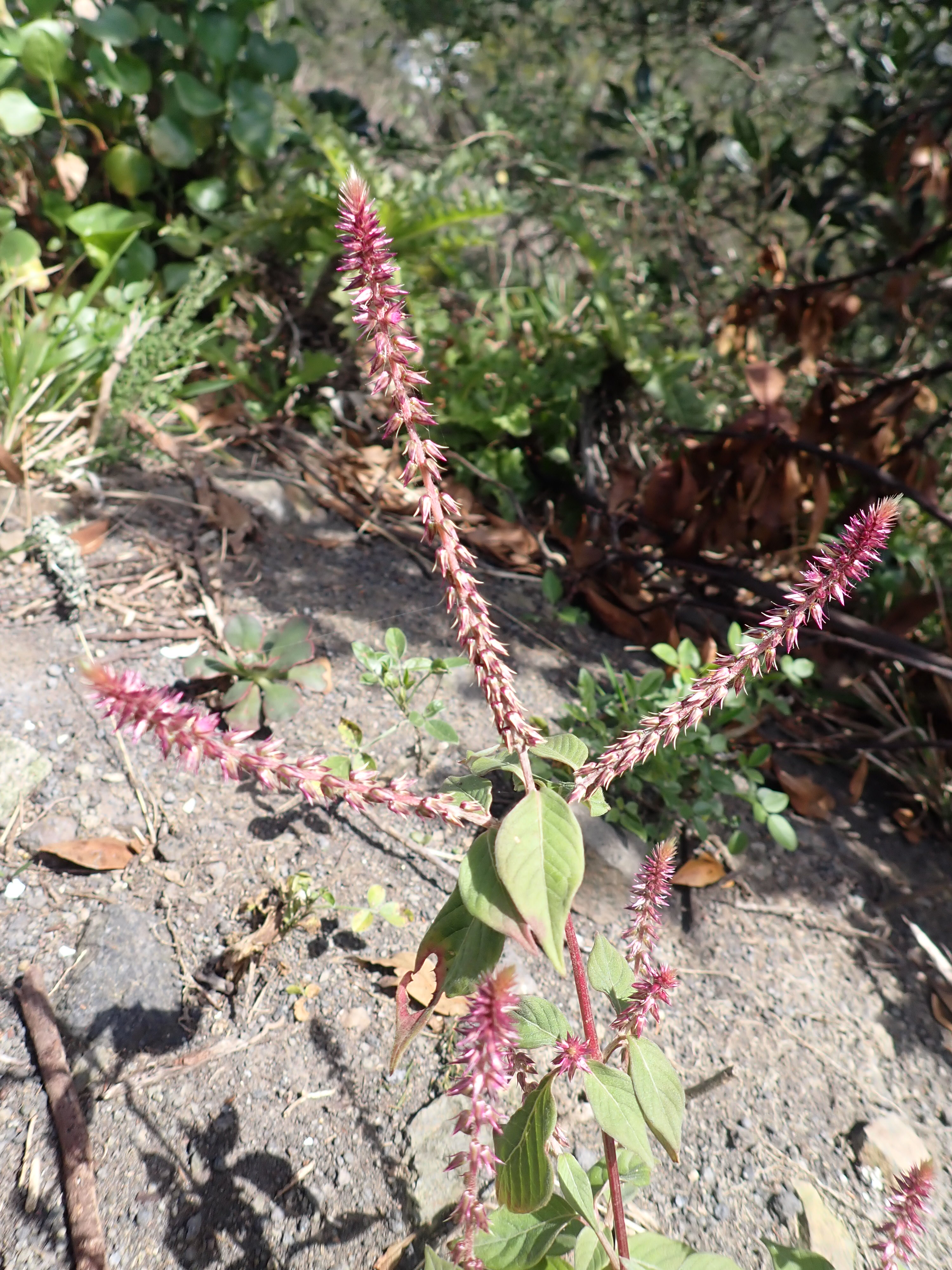
Variété Sicula à Tenerife